# Giuseppe Palumbo (ciclista)
Giuseppe Palumbo (Siracusa, 10 settembre 1975) è un ciclista su strada italiano.
Professionista dal 1998 al 2010, fu due volte campione del mondo juniors e partecipò a sei edizioni del Giro d'Italia.

## Carriera
Formatosi nella Libertas Solarino Panificio Valenti, squadra ciclistica del suo paese, fu campione mondiale juniores di ciclismo su strada nel 1992 e nel 1993. Subito dopo la prima vittoria mondiale fu costretto a trasferirsi, per motivi di lavoro, in Lombardia e conseguentemente a viaggiare molto spesso tra San Rocco al Porto, il luogo dove abitava, e la Sicilia per poter gareggiare con la società ciclistica solarinese per cui era tesserato, il G.S. Flortis Vigorplant, sponsorizzata proprio dall'impresa di fertilizzanti di Fombio, di cui era dipendente come autista.
Attivo come ciclista dilettante dal 1994 al 1997, gareggiò per due anni con il G.S. Prodet di Bassano del Grappa e per due con il G.S. Zalf di Castelfranco Veneto. Professionista dal 1998 grazie alla Riso Scotti-MG Boys Maglificio, vestì successivamente le maglie della Riso Scotti-Vinavil, dell'Amica Chips-Tacconi Sport e - dal 2001 al 2003 - della De Nardi-Colpack, squadra con cui vinse nel 2002 il Gran Premio del Canton Argovia. Nel 2004 venne tesserato dalla Acqua & Sapone, squadra nella quale militò sino al 2010, anno del ritiro dall'attività, vincendo nel 2007 una tappa al Tour de Wallonie.

## Palmarès
- 1992 (Juniores)

Coppa Città di Asti
Campionati del mondo, Prova in linea Juniores
- 1993 (Juniores)

Brescia-Monte Magno
Gran Premio Liberazione Città di Massa
Trofeo Buffoni
2ª tappa Grand Prix Rüebliland
Campionati del mondo, Prova in linea Juniores
- 1994 (Dilettanti)

Gran Premio Val Leogra
- 1996 (Dilettanti)

Circuito di Bibano
- 1997 (Dilettanti)

Coppa Fiera di Mercatale
1ª tappa Giro della Valle d'Aosta
- 2002 (De Nardi-Colpack, una vittoria)

Gran Premio del Canton Argovia
- 2003 (De Nardi-Colpack, una vittoria)

2ª tappa Giro della Liguria (Pietra Ligure > Andora)
- 2007 (Acqua & Sapone, una vittoria)

3ª tappa Tour de Wallonie (Chièvres > Thuin)

### Altri successi
- 2009 (Acqua & Sapone)

Classifica sprint Vuelta a Murcia

## Piazzamenti

### Grandi Giri
- Giro d'Italia

1998: fuori tempo (17ª tappa)
1999: 151º
2000: 124º
2003: fuori tempo (18ª tappa)
2007: 90º
2009: 158º
- Vuelta a España

1999: 93º

### Classiche monumento
- Milano-Sanremo

2000: 90º
2003: ritirato
2005: 76º
2006: 149º
2007: 159º
2009: 68º
- Parigi-Roubaix

2010: ritirato
- Liegi-Bastogne-Liegi

2010: ritirato
- Giro di Lombardia

2005: ritirato
2006: ritirato
2008: 89º

### Competizioni mondiali
- Campionati del mondo

Olimpia 1992 - In linea Juniores: vincitore
Perth 1993 - In linea Juniores: vincitore